# Jane Sourza
Jeanne Élise Sourzat, dite Jane Sourza, née le 1er décembre 1902 dans le 18e arrondissement de Paris et morte le 3 juin 1969 dans le 9e arrondissement, est une actrice et une animatrice de radio française.

## Biographie
Fille d'un maréchal-ferrant et d'une blanchisseuse, Jane Sourza passe son enfance dans le quartier de Montmartre où elle est née. Après l’école communale, un début de formation en art dramatique et des cours de diction à la Comédie-Française, elle commence à se produire dans les cafés-concerts parisiens, comme La lune rousse, le Théâtre du Coucou ou des Deux ânes, avec un certain succès, et par la suite, elle est engagée au Théâtre Cluny et à Bobino, produite par son imprésario Audiffred. C'est à l'époque où elle se produit au Coucou Cabaret qu'elle rencontre Raymond Souplex. C'est le début d’une complicité professionnelle qui durera plus de trente ans.
Sa carrière cinématographique commence en 1933, avec deux courts métrages au début du parlant. En 1938, elle joue une dame patronnesse dans Mon curé chez les riches de Jean Boyer, en 1939, La famille Duraton de Christian Stengel, avec notamment Noël-Noël et Jules Berry, et Les Surprises de la radio en 1940.
Sous l’occupation allemande et à la Libération, Jane Sourza continue à se produire aux théâtre des Deux Ânes. Elle ne tourne qu’un seul film durant cette période et est très présente sur Radio Paris.
Elle participe aussi avec d’autres artistes français à une tournée dans les usines du Troisième Reich, où travaillent de nombreux Français du STO, et sera condamnée à une interdiction de travail de près d’un an, après la guerre.
En avril 1946, elle épouse Léon Nicolas, un restaurateur qui tiendra au Lavandou un établissement à l’enseigne de leurs deux noms « Chez Jeanne et Nico ».
Par la suite, elle anime avec Raymond Souplex le feuilleton radiophonique Sur le banc, sur Radio Luxembourg en 1954. Le feuilleton deviendra un film sous le même nom. À la même époque, elle anime aussi l'émission La Joie de vivre sur Radio-Alger.
Elle remonte sur les planches, pour des pièces de théâtre, mais aussi des opérettes avec Luis Mariano, dont certaines seront adaptées au cinéma par André Berthomieu.
Elle fera aussi de la télévision, dont en 1969, la pièce filmée La Perruche et le Poulet, où, bien que très affaiblie par la maladie, elle donne la réplique à son complice Raymond Souplex.
Morte à 66 ans à son domicile parisien après une carrière de près de vingt-cinq films, elle est inhumée au cimetière parisien de Saint-Ouen (9e division).
Elle avait un frère, Georges Sourzat (1898-1985) et une sœur, Olga Sourzat épouse Lemoine (1900-1987).

## Filmographie

### Cinéma
- 1932 : Paradis d'amour, court métrage de Maurice Windrow
- 1933 : Deux Picon-Grenadine, court métrage de Pierre-Jean Ducis
- 1938 : Mon curé chez les riches de Jean Boyer : une dame patronnesse
- 1939 : La famille Duraton de Christian Stengel : Jane Sourza
- 1940 : Les Surprises de la radio de Marcel Aboulker
- 1941 : Ici l'on pêche de René Jayet : Marie
- 1948 : Bonjour le monde, court métrage de Jean-Jacques Méhu
- 1950 : Le Gang des tractions-arrière de Jean Loubignac : la tante
- 1951 : Le Don d'Adèle d'Émile Couzinet : Mme Gachassin
- 1951 : Piédalu à Paris de Jean Loubignac : Mlle Isabelle
- 1952 : L'Île aux femmes nues de Henri Lepage : Mme Lespinasse
- 1952 : Coiffeur pour dames de Jean Boyer : Mme Gilbert
- 1953 : La rafle est pour ce soir de Maurice Dekobra : la Pintade
- 1954 : J'y suis, j'y reste de Maurice Labro : Antoinette Mercier
- 1954 : Sur le banc, de Robert Vernay : Carmen
- 1954 : Fantaisie d'un jour de Pierre Cardinal : Mathilde Chaplar
- 1955 : Quatre jours à Paris d'André Berthomieu : Rita Alvarez
- 1955 : Coup dur chez les mous de Jean Loubignac : la tante
- 1955 : Les Duraton d'André Berthomieu : Irma Duraton
- 1956 : À la Jamaïque d'André Berthomieu : Annie Kruschen
- 1956 : Bébés à gogo de Paul Mesnier : Isabelle Petitbourgeois
- 1956 :  Cinq millions comptant d'André Berthomieu : Virginie Gerbois
- 1956 :  Les carottes sont cuites de Robert Vernay : Jeanne Boyer
- 1957 : C'est arrivé à 36 chandelles de Henri Diamant-Berger : Mme Desjardins
- 1959 : Messieurs les ronds-de-cuir de Henri Diamant-Berger : Mme Buchon
- 1966 : Les Combinards de Jean-Claude Roy : la poinçonneuse des Lilas

### Télévision
- 1964 : Pierrots des Alouettes, comédie musicale télévisée d'Henri Spade : Mme Poirier
- 1966 : Quand épousez-vous ma femme ? de John Dauriac
- 1969 : La Perruche et le Poulet de Robert Thomas, mise en scène de l'auteur, réalisation Pierre Sabbagh au théâtre Marigny : Alice

## Théâtre
- 1943 : La Concierge est dans la cour de Raymond Souplex au Palace.
- 1947 : Et vive la liberté ! de Jean de Létraz, mise en scène de l'auteur, théâtre des Variétés
- 1949 : La Poule aux œufs d'or, vaudeville en 3 actes de Marc-Cab, André Hornez, Valentin Tarrault, Jules Borkon , au Casino-Montparnasse (35, rue de la Gaîté), création 16-03-1949.
- 1950 : "J'y suis, j'y reste de Raymond Vincy et Jean Valmy, mise en scène de Jacques Baumer, Théâtre du Gymnase
- 1954 : À la Jamaïque opérette de Francis Lopez et Raymond Vincy, mise en scène Fred Pasquali, théâtre de la Porte-Saint-Martin
- 1957 : À la Jamaïque opérette de Francis Lopez et Raymond Vincy, mise en scène Fred Pasquali, théâtre des Célestins
- 1958 : La Saint-Valentin de Raymond Vincy, mise en scène Alfred Pasquali, théâtre des Célestins
- 1960 : Madame Sans Gêne de Victorien Sardou et Émile Moreau, mise en scène Fred Pasquali, théâtre de l'Ambigu
- 1961 : Le Petit bouchon de Michel André, mise en scène Jacques Mauclair, théâtre des Variétés
- 1962 : Bichon de Jean de Letraz, mise en scène Jean Meyer, théâtre Édouard VII
- 1963 : Bonsoir Madame Pinson d'Arthur Lovegrove, adaptation André Gillois et Max Régnier, mise en scène Jean-Paul Cisife, théâtre de la Porte-Saint-Martin
- 1966 : La Perruche et le Poulet de Robert Thomas d'après Jack Popplewell, mise en scène de l'auteur, théâtre du Vaudeville
- 1968 : La Perruche et le Poulet de Robert Thomas, mise en scène de l'auteur, théâtre des Nouveautés